# Nina Žižić
Nina Žižić (czarnog. Нина Жижић; ur. 20 kwietnia 1985 w Nikšiciu) – czarnogórska piosenkarka. Reprezentantka Czarnogóry w 58. Konkursie Piosenki Eurowizji (2013) i 69. Konkursie Piosenki Eurowizji (2025). 

## Kariera

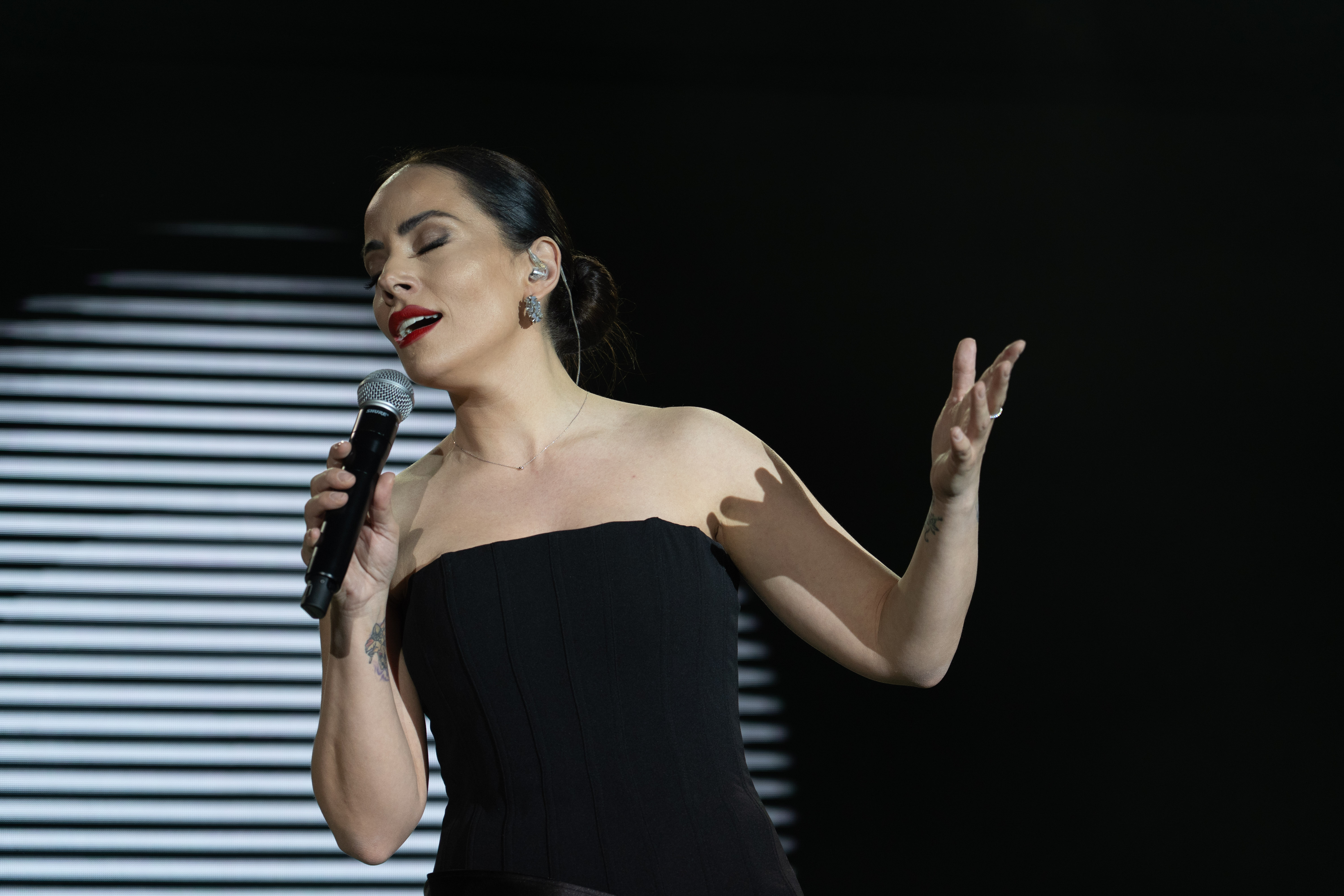
Nina Žižić podczas koncertu PrePartyES w Madrycie (2025)

Dwukrotnie brała udział w krajowych eliminacjach wyłaniających reprezentanta Serbii i Czarnogóry w Konkursie Piosenki Eurowizji: w 2004 z utworem „K'o nijedna druga” (nagranym z zespołem Negre) zajęła trzecie miejsce w programie Evropesma-Europjesma, a w 2006 z solową piosenką „Potraži me” zajęła 17. miejsce w eliminacjach Montevizija.
20 grudnia 2012 czarnogórski nadawca ogłosił że Žižić wraz z zespołem Who See będzie reprezentować Czarnogórę w Konkursie Piosenki Eurowizji 2013 z piosenką „Igranka”. 14 maja 2013 wystąpili w pierwszym półfinale nie kwalifikując się do finału.
10 października 2024 znalazła się na liście uczestników Montesong 2024 z piosenką  „Dobrodošli”. 27 listopada w finale preselekcji zajęła 2. miejsce. 8 grudnia czarnogórski nadawca ogłosił, że wybrał Ninę na reprezentantkę Czarnogóry w konkursie na skutek rezygnacji zespołu Neonoen. 15 maja wystąpiła w drugim półfinale, jednak nie zakwalifikowała się do finału.